# Alexei Ekimov
Alexei Ekimov (San Petersburgo, 28 de febrero de 1945) es un físico ruso, nacionalizado estadounidense, que recibió el Premio Nobel de Química en 2023 junto con Moungi Bawendi y Louis Eugene Brus por el descubrimiento de los puntos cuánticos.

## Biografía
Se graduó en la Facultad de Física de la Universidad Estatal de Leningrado en 1967. Luego recibió su doctorado en física en el Instituto Ioffe de la Academia de Ciencias de Rusia en 1974.
En 1975 recibió el Premio Estatal de la Unión Soviética por su trabajo sobre la orientación del espín de los electrones en semiconductores.
Después de graduarse, Ekimov se trasladó al Instituto Óptico Estatal Vavilov para realizar sus investigaciones. Allí junto con Alexei A. Onushchenko descubrió los nanocristales semiconductores conocidos como puntos cuánticos en 1981.
En 1981, Ekimov, junto con Alexei A. Onushchenko informaron sobre el descubrimiento de efectos de tamaño cuántico en nanocristales de cloruro de cobre en vidrio, un fenómeno conocido ahora como puntos cuánticos. Durante su estancia en el instituto, investigó más a fondo estos sistemas y desarrolló la teoría del confinamiento cuántico con Alexander Efros.
Desde 1999, Ekimov vive y trabaja en los Estados Unidos como científico para Nanocrystals Technology, una empresa con sede en el estado de Nueva York.
Fue co-receptor del Premio R. W. Wood 2006 de la Sociedad Óptica Estadounidense por el "descubrimiento de puntos cuánticos de nanocristales y estudios pioneros de sus propiedades electrónicas y ópticas" compartido con Alexander Efros y Louis E. Brus.
En 2023 Ekimov, Brus y Moungi Bawendi recibieron el Premio Nobel de Química "por el descubrimiento y la síntesis de puntos cuánticos".